# Малоберезниковское сельское поселение
Малоберезниковское се́льское поселе́ние —  упразднённое муниципальное образование в Ромодановском районе Мордовии Российской Федерации.
Административный центр — село Малые Березники.

## История
Образовано в 2005 году в границах сельсовета.
В июне 2020 года Малоберезниковское сельское поселение упразднено и включено в Пятинское сельское поселение.

## Население
| 2002 | 2010 | 2012 | 2013 | 2014 | 2015 | 2016 | 2017 | 2018 |
| ---- | ---- | ---- | ---- | ---- | ---- | ---- | ---- | ---- |
| 503  | ↘442 | ↘426 | ↘417 | ↗420 | ↘412 | ↗417 | →417 | ↘412 |
| 2019 | 2020 |      |      |      |      |      |      |      |
| ↘406 | ↘397 |      |      |      |      |      |      |      |

## Состав сельского поселения
| № | Населённый пункт | Тип населённого пункта | Население |
| - | ---------------- | ---------------------- | --------- |
| 1 | Малые Березники  | село                   | ↘421      |
| 2 | Нагорный         | посёлок                | ↘21       |